# Dattapur Dhamangaon
Dattapur Dhamangaon é uma cidade  no distrito de Amravati, no estado indiano de Maharashtra.

## Demografia
Segundo o censo de 2001, Dattapur Dhamangaon tinha uma população de 21,430 habitantes. Os indivíduos do sexo masculino constituem 51% da população e os do sexo feminino 49%. Dattapur Dhamangaon tem uma taxa de literacia de 79%, superior à média nacional de 59.5%: a literacia no sexo masculino é de 83% e no sexo feminino é de 75%. Em Dattapur Dhamangaon, 12% da população está abaixo dos 6 anos de idade.